# ووک راشوویچ
ووک راشوویچ (صربی: Vuk Rašović؛ زادهٔ ۳ ژانویهٔ ۱۹۷۳) بازیکن سابق و مربی فوتبال اهل صربستان است.
از باشگاه‌هایی که در آن بازی کرده‌است می‌توان به باشگاه فوتبال اسپورتینگ کانزاس‌سیتی، باشگاه فوتبال کریلیا سووتوف سامارا، باشگاه فوتبال راد، و باشگاه فوتبال پارتیزان اشاره کرد.
وی همچنین در تیم ملی فوتبال صربستان و مونته‌نگرو بازی کرده‌است.